# Сороштін
Сороштін (рум. Soroștin) — село у повіті Сібіу в Румунії. Входить до складу комуни Шейка-Міке.
Село розташоване на відстані 238 км на північний захід від Бухареста, 27 км на північ від Сібіу, 90 км на південний схід від Клуж-Напоки, 127 км на захід від Брашова.

## Населення
За даними перепису населення 2002 року у селі проживали 579 осіб.
Національний склад населення села:
| Національність | Кількість осіб | Відсоток |
| -------------- | -------------- | -------- |
| румуни         | 507            | 87,6%    |
| цигани         | 59             | 10,2%    |
| німці          | 8              | 1,4%     |
| угорці         | 5              | 0,9%     |

Рідною мовою назвали:
| Мова      | Кількість осіб | Відсоток |
| --------- | -------------- | -------- |
| румунська | 507            | 87,6%    |
| циганська | 59             | 10,2%    |
| німецька  | 8              | 1,4%     |
| угорська  | 5              | 0,9%     |